# Peter Platzer (Studentenhistoriker)
Peter Platzer (* 9. Februar 1954 in Wien) ist ein Schweizer Rechtsanwalt und Studentenhistoriker.

## Leben
Platzer besuchte die Alte Kantonsschule Aarau. Dort war er Mitglied der Schülerverbindung Zofingia Aarau. Nach der Matura studierte er Rechtswissenschaft an der Universität Zürich, der Universität Wien und der Universität Bern und schloss mit dem Lizenziat der Rechtswissenschaft ab. Er schloss sich den Studentenverbindungen Manessia Zürich, Carolina Wien und Berna Bernensis an. Nachdem er die Prüfungen als Fürsprech und Notar abgelegt hatte, war er von 1989 bis 1992 Vizedirektor des Schweizerischen Gewerbeverbandes. Von 1989 bis 1994 war er Mitglied der Kartellkommission. Er ist Mitinhaber eines Advokatur- und Notariatsbüros in Solothurn.
1984 gehörte er zu den Gründern der Schweizerischen Vereinigung für Studentengeschichte und war bis 2010 Mitglied ihres Vorstandes, zuletzt als ihr Präsident. 2012 wurde er zu ihrem Ehrenmitglied ernannt. Er gilt als Experte auf dem Gebiet der Schweizer Studentenverbindungen und ist Autor etlicher studentenhistorischer Veröffentlichungen.

## Werke (Auswahl)

### Als Jurist
- Gleicher Lohn für gleiche Arbeit, in: Schweizerische Juristen-Zeitung 80 (1984) Heft 19.
- als Co-Autor: Das neue Ehe- und Erbrecht im geschäftlichen Alltag. Organisator, Zürich 1988. ISBN 3722000602.
- als Co-Autor: Der Unternehmer und das neue Ehe- und Erbrecht, hrsg. vom Schweizerischen Gewerbeverband, 2. Auflage, Cosmos, Bern 1988. ISBN 3-85621-071-7.
- als Co-Autor: Der Einzelarbeitsvertrag im Obligationenrecht, Kommentar zu den Art. 319–346a, 361/362, Cosmos, Bern 1991. ISBN 3-85621-091-1.

### Als Studentenhistoriker

#### Monographien
- mit Thomas Keller: Darstellung der freischlagenden Corporationen der Schweiz. Solothurn 1980; 2. Auflage (als Darstellung der freischlagenden Verbindungen der Schweiz), Bern 2022 (Documenta et Commentarii, 36), ISBN 978-3-00-074278-1
- Burschenschaft Sequania Turicensis. Solothurn 1981.
- Jüdische Verbindungen in der Schweiz. 1. Auflage Bern 1983; 2. Auflage Bern 1988 (Documenta et Commentarii, 4).
- Aarburger Senioren-Convent. Fakten, Hintergründe und kritische Analyse. Bern 1994 (Documenta et Commentarii, 15).
- mit Gottfried Wirth: 10 Jahre SVSt. ASHSE: 10 ans [dt./frz.]. Bern 1994 (Documenta et Commentarii, 18).
- Helveticus – Schweizer Verbindungsführer (Mitverfasser). Bern 2000 (Documenta et Commentarii, 24).
- Jüdische Studentenverbindungen in der Schweiz. WJK-Verlag, Hilden 2009, ISBN 978-3-940891-22-8.
- 25 Jahre SVSt / L‘ASHSE a 25 ans. Bern 2010 (Documenta et Commentarii, 30).

#### Aufsätze
- Die Akademische Landsmannschaft der Deutsch-Österreicher zu Zürich. Acta studentica. Österreichische Zeitschrift für Studentengeschichte, Folge 39 (1981), S. 1.
- Rhenania Genf: ein Quellentext. Studentica Helvetica 3 (1986), S. 15.
- Wissenschaftliche Verbindungen an Hoch- und Mittelschulen. Documenta et Commentarii (SVSt) 1 (1986), S. 43.
- Burschenschaften in der Schweiz. Studentica Helvetica 5 (1987), S. 4.
- Swittomannia Stuttgart. Studentica Helvetica 8 (1988), S. 79.
- Zur Frühgeschichte des Corps Alamannia Basel. Studentica Helvetica 13 (1991), S. 33.
- Die Schweizerische Vereinigung für Studentengeschichte. GDS-Archiv 1 (1992), S. 34.
- Jüdische Verbindungen in der Schweiz, in: Harald Seewann: Zirkel und Zionstern, Bd. 4 (1994), S. 51.
- Antisemitismus und Toleranz bei Studentenverbindungen, in P. Platzer, R. Neuß: Wien – Auschwitz – Wien. Fritz Roubicek zum Gedenken. Vierow 1997, S. 164–170.
- Die Mitgliederliste des Corps Rhenania Bern, Einst und Jetzt 57 (2012) S. 303.
- Das Corps Alamannia Basel, Einst und Jetzt 59 (2014) S. 417.
- Was man wissen sollte, bevor man über Studentenverbindungen spricht. Bern 2015 (Documenta et Commentarii, 31) S. 44.
- Das Nationalitätsprinzip bei Schweizer Verbindungen. Bern 2018 (Documenta et Commentarii, 32) S. 59.
- "Der Kurier des Kaisers"  Othmar Alfred von Slawik, München 2019 (Documenta et Commentarii, 34) S. 163
- Legitimistische Corps in Wien, Einst und Jetzt Nr. 67 (2022) S. 245

#### Herausgeber und Mitarbeiter
- mit Raimund Neuß: Wien – Auschwitz – Wien. Fritz Roubicek zum Gedenken. SH-Verlag, Vierow 1997, ISBN 3-89498-050-8.
- Schweizer Commersbuch[1], 3. Auflage, Cosmos, Bern 2014, ISBN 978-3-85621-230-8.

#### Ausstellungen
- Rund um das Trinkgefäss, Schloss Hünegg Hilterfingen, 1986.
- Jüdische Verbindungen, Schloss Hünegg Hilterfingen, 1988.
- Farben tragen, Farben bekennen, Museum Altes Zeughaus Solothurn, 1993.[6]
- Von Ehrenhändel und studentischer Mensur, Museum Altes Zeughaus Solothurn, 2002.[7]
- Studentisches Turnwesen und Turnverbindungen, Museum Altes Zeughaus Solothurn, 2007.